# Czasopismo Geograficzne
Czasopismo Geograficzne – czasopismo naukowo-dydaktyczne ukazujące się od 1923.
Wydawane było (pod redakcją Eugeniusza Romera) jako organ Zrzeszenia Polskich Nauczycieli Geografii, początkowo w Łodzi, a w latach 1926–1939 we Lwowie. 
Od 1945 wydawane jest we Wrocławiu jako kwartalnik Polskiego Towarzystwa Geograficznego. Publikowane są w nim rozprawy naukowe i artykuły poglądowe, głównie z dziedziny geografii fizycznej oraz geomorfologii.